# Districtul N'Goussa
N'Goussa este un district din provincia Ouargla, Algeria.